# San Miguel (district)
Het district San Miguel is een van de 43 districten van de hoofdstedelijke provincie Lima van Peru. Het grenst in het noordoosten aan het district Cercado de Lima, in het oosten met de districten Magdalena del Mar en Pueblo Libre, in het zuiden met de Stille Oceaan en in het westen met de regio El Callao.

## Geschiedenis
San Miguel werd opgericht op 10 mei 1920, onder het presidentschap van Augusto B. Leguía. Het is een district met verschillende pleinen en parken en een relatief grote commerciële en toeristische ontwikkeling. Het feit dat San Miguel beschikt over een lange strook kust heeft ervoor gezorgd dat men het district ook wel ciudad balneario noemt. Voor de periode 2015-2018 werd Eduardo Bless herkozen tot burgemeester.

## Urbanistieke ontwikkeling
De grote verkeerswegen in het district - Avenida La Marina, Avenida Universitaria en Avenida Elmer Faucett - zijn ook de belangrijkste assen van economische ontwikkeling. Aan de kruising van deze eerste twee verkeerswegen bevindt zich een groot commercieel complex met onder meer de supermarkten Wong en Santa Isabel en de winkelketens Ripley en Saga.
Omwille van de ligging passeren dagelijks duizenden personen door het district. Het zuidelijk deel van Lima staat in verbinding met El Callao, San Martín de Porres en Los Olivos via San Miguel. Zij die vanuit La Molina, Surco of Barranco naar de internationale luchthaven Jorge Chávez gaan, moeten eveneens door het district. Het is ook de toeganspoort tot het havengebied in de regio El Callao.
Het district telt verschillende ontspanningsmogelijkheden, waaronder het Parque de Las Leyendas, La Feria Internacional del Pacífico en drie moderne cinemacomplexen. Ook de Pontifica Universidad Católica del Perú is er gevestigd.

## Bestuurlijke indeling
Het district is een onderdeel van de provincie Lima in de gelijknamige regio van Peru en maakt deel uit van de metropool Lima Metropolitana.

## Burgemeesters
- 2019-2022: Juan José Guevara.
- 2015-2018: Eduardo Bless.
- 2003-2014: Salvador Heresi.
- 1999-2002: Marina Sequeiros.